# Michel Foucault
Paul-Michel Foucault (pronunciación en francés: /miˈʃɛl fuˈko/; Poitiers, 15 de octubre de 1926-París, 25 de junio de 1984), conocido como Michel Foucault, fue un filósofo, historiador, sociólogo y psicólogo francés. Fue profesor en varias universidades francesas y estadounidenses y catedrático de Historia de los sistemas de pensamiento en el Collège de France (1970-1984), en reemplazo de la cátedra de Historia del pensamiento filosófico, que ocupó hasta su muerte Jean Hyppolite. El 12 de abril de 1970, la asamblea general de profesores del Collége de France eligió a Michel Foucault, que por entonces tenía 43 años, como titular de la nueva cátedra. Su trabajo ha influido en importantes personalidades de las ciencias sociales y las humanidades.
Foucault es conocido principalmente por sus estudios críticos de las instituciones sociales, en especial la psiquiatría, la medicina, las ciencias humanas, el sistema de prisiones, así como por su trabajo sobre la historia de la sexualidad humana. Sus análisis sobre el poder y las relaciones entre poder, conocimiento y discurso han sido ampliamente debatidos. En los años sesenta, Foucault estuvo vinculado al estructuralismo, un movimiento del que se distanció más adelante, aunque haya usado de un modo personal los métodos de dicho enfoque: Las palabras y las cosas puede entenderse como una crítica a la pretensión sígnica, dejando de lado su interés por las condiciones de modificación histórica del sentido. En ulteriores trabajos y cursos desarrolló conceptos como biopoder y biopolítica, de especial relevancia en la obra de pensadores políticos contemporáneos como Antonio Negri, Michael Hardt, Giorgio Agamben, Roberto Esposito, Nancy Fraser, Judith Butler y Wendy Brown.
Foucault rechazó las etiquetas de posestructuralista y posmoderno, que le eran aplicadas habitualmente, prefiriendo clasificar su propio pensamiento como una crítica histórica de la modernidad con raíces en Immanuel Kant. En el texto «¿Qué es la ilustración?» definió mejor su proyecto teórico como una ontología crítica de la actualidad siguiendo la impronta kantiana.
Recibió múltiples influencias. Por ejemplo, a partir de la obra de Friedrich Nietzsche desarrolla la idea de la «genealogía del poder» como una reinterpretación original de la idea nietzscheana de «la genealogía de la moral». Si bien afirmaría: «Soy un nietzscheano», cabe destacar que también señaló: «El interés por Nietzsche no fue una manera de alejarnos del marxismo. Era la única vía de acceso hacia lo que esperábamos del mismo». Por ello otra influencia importante es la de Karl Marx, de donde retiene la idea de una crítica a la sociedad burguesa. De manera episódica indicó también una influencia parcial del pensamiento de Martin Heidegger, aunque criticaría varias veces sus ideas y aunque no se pueda apreciar una influencia de la jerga o la conceptualidad heideggeriana en sus planteamientos teóricos e históricos (donde es, más importante, la influencia de Paul Veyne, Pierre Hadot y Georges Dumézil). Sin embargo, la idea, propagada falazmente por los escritores conservadores Luc Ferry y Alain Renault, de que la filosofía francesa (Foucault, Derrida, Deleuze) es una mera recepción de la filosofía alemana dista de ser verdadera: Foucault mantuvo un diálogo permanente con su tradición, con autores como Georges Canguilhem, Louis Althusser, Gaston Bachelard, Georges Bataille, Maurice Blanchot, Gilles Deleuze, etc.
En el año 2007 Foucault fue considerado por el The Times Higher Education Guide como el autor más citado del mundo en el ámbito de humanidades en dicho año. Foucault murió en París de complicaciones por VIH. Su pareja, Daniel Defert, comenzó la fundación AIDES en su honor.

## Biografía

### Primeros años
Paul-Michel Foucault nació el 15 de octubre de 1926 en Poitiers, Francia. Su padre fue Paul Foucault, un eminente cirujano que esperaba que su hijo se le uniera en la profesión. Su educación primaria fue una mezcla de éxitos y mediocridades hasta que asistió al colegio jesuita Saint-Stanislas, donde se destacó por su rendimiento. Durante este periodo, Poitiers era parte de la Francia de Vichy que posteriormente sería ocupada por Alemania. Foucault aprendió filosofía con Louis Girard.
Tras la Segunda Guerra Mundial, en otoño de 1946, ingresó en la prestigiosa École Normale Supérieure, la tradicional puerta de entrada a una carrera académica en Humanidades en Francia.

### La École Normale Supérieure
La vida personal de Foucault en la École Normale fue difícil —sufrió de depresión aguda. Sus compañeros destacaron su amor por la violencia y lo macabro. Decoró su dormitorio con imágenes de Los desastres de la guerras por el artista español Francisco de Goya y era propenso a autolesionarse. Incluso intentó suicidarse varias veces. Como resultado de ello, su padre lo envió a ver al psiquiatra Jean Delay, pionero de la psicofarmacología, en el Hospital Sainte-Anne, con quien mantuvo amistad. El médico examinó el estado mental de Foucault y sugirió que sus tendencias suicidas surgían de la angustia por ocultar su homosexualidad como tabú social en Francia. En ese momento, Foucault se involucró en actividades homosexuales con hombres a quienes encontró en la escena gay parisina. Durante este tiempo quedó fascinado con la psicología y obtuvo una licenciatura en esta disciplina, muy nueva en Francia en el momento, además de una licenciatura en filosofía en 1952. Estuvo involucrado en la psicología clínica, que le expuso a pensadores como Ludwig Binswanger.
Foucault fue miembro del Partido Comunista Francés de 1950 a 1953. Su mentor, Louis Althusser, le indujo a ingresar en él, pero pronto se desilusionó con la política y la filosofía del partido.

### Carrera inicial

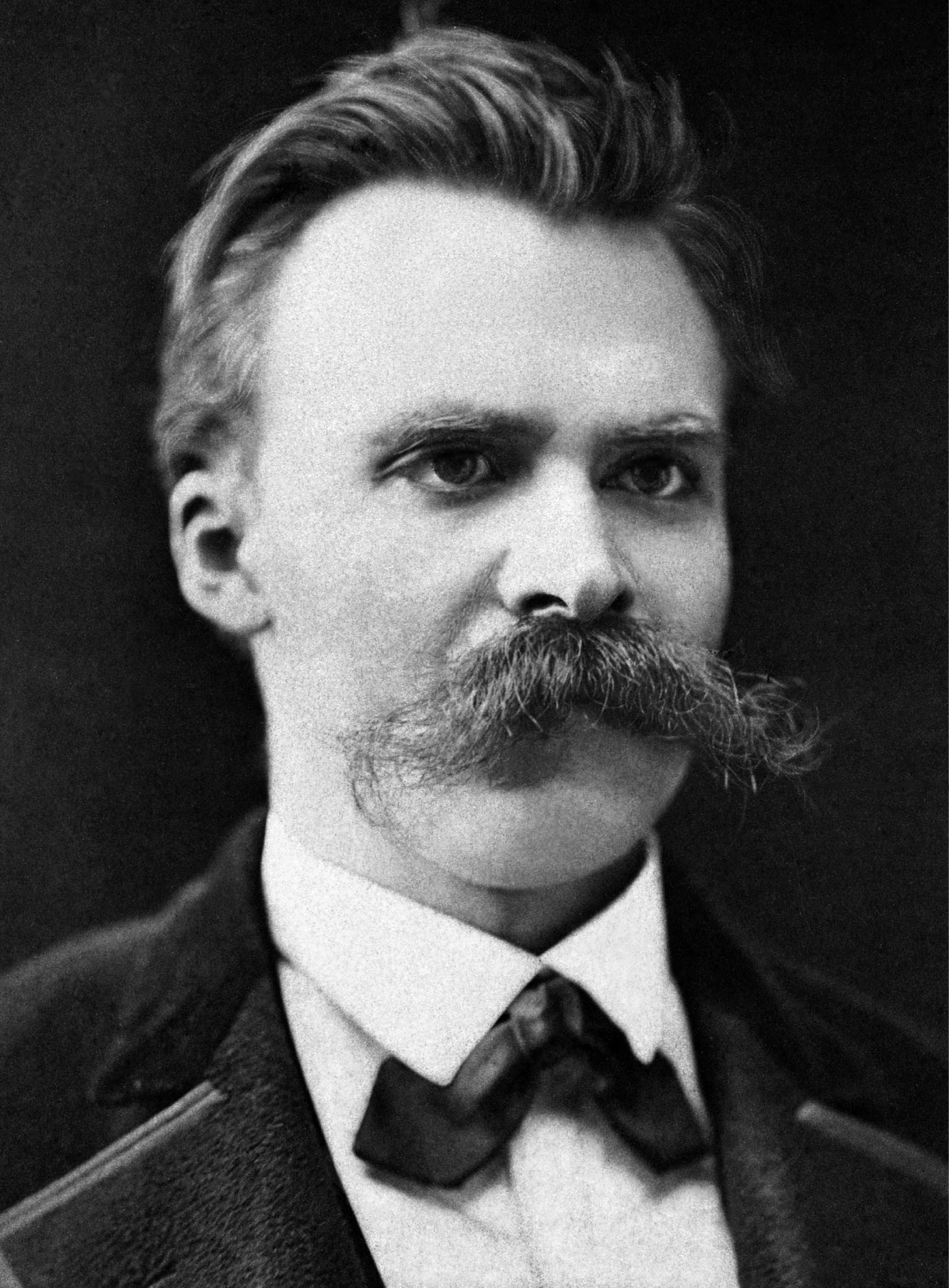
A principios de la década de 1950, Foucault estuvo bajo la influencia del filósofo alemán Nietzsche, quien siguió siendo una influencia fundamental en su trabajo durante toda su vida.

Foucault no logró obtener su agrégation en 1950, pero lo intentó nuevamente y tuvo éxito al año siguiente. Tras un breve período de docencia en la École Normale, asumió un puesto en la Université Lille Nord de Francia, donde enseñó psicología de 1953 a 1954, año en que publicó su primer libro, 'Maladie mentale et personnalité (Enfermedad mental y personalidad), obra que más tarde desaprobó. A este punto, no estaba interesado en una carrera como docente, y emprendió un largo exilio de Francia. En agosto de 1953, Foucault y su amante Jean Barraqué pasaron sus vacaciones en Italia, donde el filósofo leyó las Consideraciones intempestivas, un conjunto de cuatro ensayos del filósofo Friedrich Nietzsche. Más tarde, al describir la obra de Nietzsche como "una revelación", sintió que la lectura del libro lo afectó profundamente, siendo un momento decisivo en su vida. En 1954 sirvió como delegado cultural de la Universidad de Upsala, en Suecia (posición que le consiguió Georges Dumézil, quien se convertiría en su amigo y mentor). Presentó su tesis doctoral en Upsala, pero fue rechazada. En 1958 salió de Upsala y ocupó cargos brevemente en la Universidad de Varsovia y en la Universidad de Hamburgo. 
Regresó a Francia en 1960 para terminar su doctorado; uno de sus docentes fue Maurice de Gandillac. Posteriormente asumió un cargo en filosofía en la Universidad de Clermont-Ferrand. Allí conoció al filósofo Daniel Defert, quien sería su pareja durante veinte años. En 1961 obtuvo su doctorado mediante dos tesis (como es habitual en Francia): una tesis «principal» titulada Folie et déraison: Histoire de la folie à l'âge classique (Locura y demencia: Historia de la locura en la época clásica) y una tesis «secundaria» que consistía en la traducción y comentarios de Antropología desde un punto de vista pragmático, de Kant. Folie et déraison (publicado en español como Historia de la locura en la época clásica) fue muy bien recibida. Foucault siguió un vigoroso programa editorial y en 1963 publicó Naissance de la clinique (El nacimiento de la clínica), un ensayo titulado Raymond Roussel y una reedición de su volumen de 1954 (ahora titulado Maladie mentale et psychologie o, en español, Enfermedad mental y psicología), que más tarde volvió a desacreditar nuevamente.
Cuando Defert fue enviado a Túnez para su servicio militar, Foucault consiguió un puesto en la Universidad de Túnez, en 1965. En 1966 publicó Les mots et les choses (Las palabras y las cosas) durante el auge de su interés por el estructuralismo y fue vinculado rápidamente con intelectuales como Jacques Lacan, Claude Lévi-Strauss y Roland Barthes como el más nuevo de la última oleada de pensadores con la intención de derrocar el existencialismo, popularizado por Jean-Paul Sartre. Foucault hizo una serie de comentarios escépticos sobre el marxismo, que indignaron a varios críticos de izquierda, pero más tarde rechazó firmemente la etiqueta de «estructuralista». Todavía estaba en Túnez cuando estallaron las revueltas de mayo del 68 en Francia, donde fue profundamente afectado por una revuelta estudiantil local a principios de ese mismo año. En el otoño de 1968 regresó a Francia, donde al año siguiente publicó L'archéologie du savoir (La arqueología del saber) —un tratado metodológico que incluyó una respuesta a sus críticos.

### Post-1968: como activista

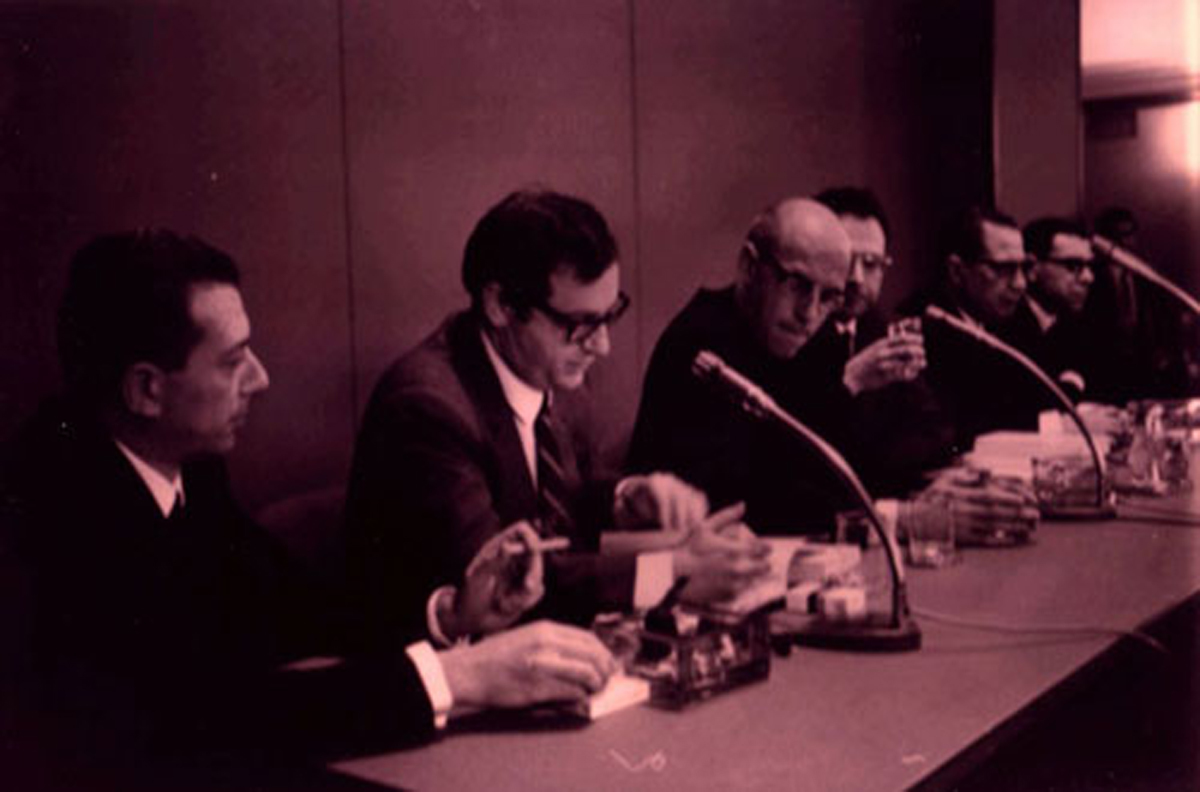
Fotografía del filósofo italiano Enzo Melandri, Umberto Eco y Michel Foucault en una convención de 1968.

Tras los eventos de mayo, el Gobierno francés creó la universidad experimental París VIII en Vincennes y nombró a Foucault como el primer jefe de su departamento de filosofía en diciembre de ese año. Foucault reclutó en su mayoría jóvenes universitarios izquierdistas (como Judith Miller), cuyo radicalismo hizo que el Ministerio de Educación se opusiera al hecho de que en muchos de los títulos de curso figuraba la frase «marxista-leninista», y que decretara que los estudiantes de Vincennes no serían elegibles para convertirse en profesores de enseñanza secundaria. Foucault también se unió de forma notoria a los estudiantes en la ocupación de edificios de la administración y a los enfrentamientos con la policía.
Su permanencia en Vincennes fue breve, ya que en 1970 fue elegido miembro del cuerpo académico más prestigioso de Francia, el Colegio de Francia, para ocupar la cátedra Historia de los sistemas de pensamiento. Su participación en la política aumentó, y su compañero Defert se unió al grupo maoísta Gauche prolétarienne (GP). Además ayudó a fundar el Groupe d'Information sur les Prisons (GIP) para ayudar a los prisioneros a hacer públicas sus reclamaciones. Esto coincidió con su giro hacia el estudio de las instituciones disciplinarias, con el libro Surveiller et punir (Vigilar y castigar), que «narra» las microestructuras de poder formadas en las sociedades occidentales a partir del siglo XVIII, especialmente en las prisiones y las escuelas.

### Vida posterior
En la década de 1970 el activismo político en Francia decayó con la desilusión de muchos intelectuales de izquierda. Muchos jóvenes maoístas abandonaron sus creencias para convertirse en los llamados Nuevos filósofos, y a menudo citaban a Foucault como su mayor influencia, aunque este tenía sentimientos mezclados en relación con ese estatus.
En esta época emprendió un proyecto muy definido de seis volúmenes sobre La historia de la sexualidad, que nunca completó. Su primer volumen se publicó en francés como La volonté de savoir (1976), y luego en español como la Historia de la sexualidad, 1. La voluntad de saber (1978). Sin obedecer al esquema propuesto por él inicialmente, aparecieron ocho años después el segundo y el tercer volumen, y sorprendieron a sus lectores por su estilo relativamente tradicional, su tema de estudio (textos clásicos griegos y latinos) y, particularmente, su concentración en el sujeto, un concepto que para algunos había tendido a abandonar previamente.
Foucault empezó a pasar más tiempo en los Estados Unidos, en la Universidad de Búfalo (donde había dado una conferencia durante su primera visita al país en 1970) y especialmente en la Universidad de California en Berkeley. En 1975 tomó LSD en Zabriskie Point en el parque nacional del Valle de la Muerte, algo que más tarde llamó como la mejor experiencia de su vida.

#### Collège de France
La cátedra impartida por Foucault en esta institución, que llevó por título Historia de los sistemas de pensamiento (Histoire des systèmes de pensée) fue inaugurada el 30 de noviembre de 1969, en sustitución de la titulada Historia del pensamiento filosófico (Histoire de la pensée philosophique) que impartió hasta su muerte Jean Hyppolite. La asamblea de profesores del Colegio eligió a Foucault el 12 de abril de 1970, cuando este tenía 43 años. A excepción del año sabático que el filósofo tomó en 1977, impartió clases desde diciembre de 1970 hasta su muerte en junio de 1984.
Su lección inaugural tuvo lugar el 2 de diciembre de 1970 y publicada posteriormente por Gallimard en mayo de 1971 bajo el título El orden del discurso (L'ordre du discours).
Las clases de Historia de los sistemas de pensamiento sucedían una vez por semana, entre enero y marzo, y contaban con una participación numerosa de estudiantes, profesores, investigadores y público en general, en donde se incluían personas extranjeras; cabe recordar que en el Collège de France cualquier persona puede asistir a clase, de forma gratuita, sin necesidad de inscripción previa o trámite alguno. 
Debido a la cantidad de asistentes regulares, las charlas tenían lugar en el anfiteatro del Colegio, motivo de queja de Foucault, quien decía que esto impedía que tuviera cercanía con su público y limitaba las posibilidades de intercambio entre este y el intelectual. A lo largo de los años, intentó cambiar la dinámica para favorecer un trabajo más colectivo. En sus últimos años, al final de cada sesión se entablaba un momento de preguntas por parte de los asistentes.
El interés alrededor de las charlas del intelectual en este recinto llamaban igualmente la atención de la prensa. En 1975, un periodista describía en su crónica cada movimiento de Foucault desde su entrada al anfiteatro hasta el inicio de la alocución, precisa, sin lugar a improvisación pero al mismo tiempo "límpida y terriblemente eficaz"; de acuerdo con su relato, en aquella ocasión habrían asistido cerca de 500 personas, a pesar de que el foro tenía asientos para 300 (Gérard Petitjean, Le Nouvel Observateur, "Le Grands Prêtres de l'université française", 7 de abril de 1975).
Como sucede en general a lo largo de toda su obra, las menciones a la tradición filosófica estaban ausentes en la mayoría de sus intervenciones en el Collège de France durante estos casi quince años; cuando recurría a ella, lo hacía de forma irónica o eran motivo de polémica.

#### Revolución iraní
En 1979, Foucault realizó dos giras por Irán, en las que llevó a cabo extensas entrevistas con los protagonistas políticos en apoyo del nuevo gobierno provisional establecido poco después de la revolución iraní. En la tradición de Nietzsche y Georges Bataille, Foucault había abrazado al artista que empujó los límites de la racionalidad y escribió con gran pasión en defensa de las irracionalidades que rompían los límites. En 1978, encontró dichos poderes transgresores en las figuras revolucionarias del ayatolá Jomeini, Ali Shariati y los millones que arriesgaron sus vidas en el curso de la revolución. Tanto Foucault como los revolucionarios fueron muy críticos de la modernidad y buscaron una nueva forma de política, también miraron a aquellos que arriesgaron su vida por los ideales; y ambos contemplaron al pasado como fuente de inspiración. Más tarde, cuando Foucault fue a Irán «para estar en el nacimiento de una nueva forma de ideas», escribió que el nuevo estilo de la política «musulmán» podría significar el comienzo de una nueva forma de «espiritualidad política», no solo para el Oriente Medio, sino también para Europa, que ha adoptado la práctica de la política secular desde la Revolución Francesa.
Durante sus dos viajes a Irán, fue comisionado como corresponsal especial de un importante periódico italiano y sus artículos aparecieron en la portada de este. Sus numerosos ensayos sobre Irán, publicados en el periódico Corriere della Sera, solo aparecieron en francés en 1994. Estos ensayos causaron controversia, y algunos analistas argumentaron que Foucault no era lo suficientemente crítico con el nuevo régimen. Los intentos más comunes de poner entre paréntesis sus escritos sobre Irán como «errores de cálculo» caen en el mismo error que Foucault había criticado en su conocido ensayo de 1969 «¿Qué es un autor?», en el que planteó que, cuando incluimos determinadas obras en la carrera de un autor y excluimos otras escritas en un estilo «diferente» o «inferior» (Foucault 1969, 111), creamos una unidad estilística y una coherencia teórica. Esto se hace para privilegiar ciertos escritos como auténticos y excluir otros que no encajan en nuestra visión de lo que el autor debería ser: «El autor es, por lo tanto, la figura ideológica gracias a la cual se conjura la proliferación del sentido» (Foucault, 1969, 110). Esta controversia se discute con frecuencia en su literatura.
Finalmente, Esther Díaz, en el prólogo al Tratado de Ateología del filósofo Michel Onfray, aclara: «a los pocos meses de su encandilamiento con el movimiento fundamentalista, Foucault realizó una dura autocrítica acerca de su injustificable error de apreciación política». El propio Onfray, en ese mismo libro, concluye: «Foucault no advirtió lo que estaba ocurriendo. No solo porque declaró en el Corriere della Sera del 26 de noviembre de 1978, 'no habrá partido de Jomeini, no habrá gobierno Jomeini' —cuatro meses después, los hechos le demostraron de modo cruel que estaba equivocado—, sino porque identificó al 'gobierno islámico con la primera gran insurrección contra los sistemas planetarios, la forma más moderna de la rebelión', sin tomar en consideración, ni una sola vez, la posibilidad de una gubernamentalidad inspirada por la Sharia...».

#### Últimos años y muerte

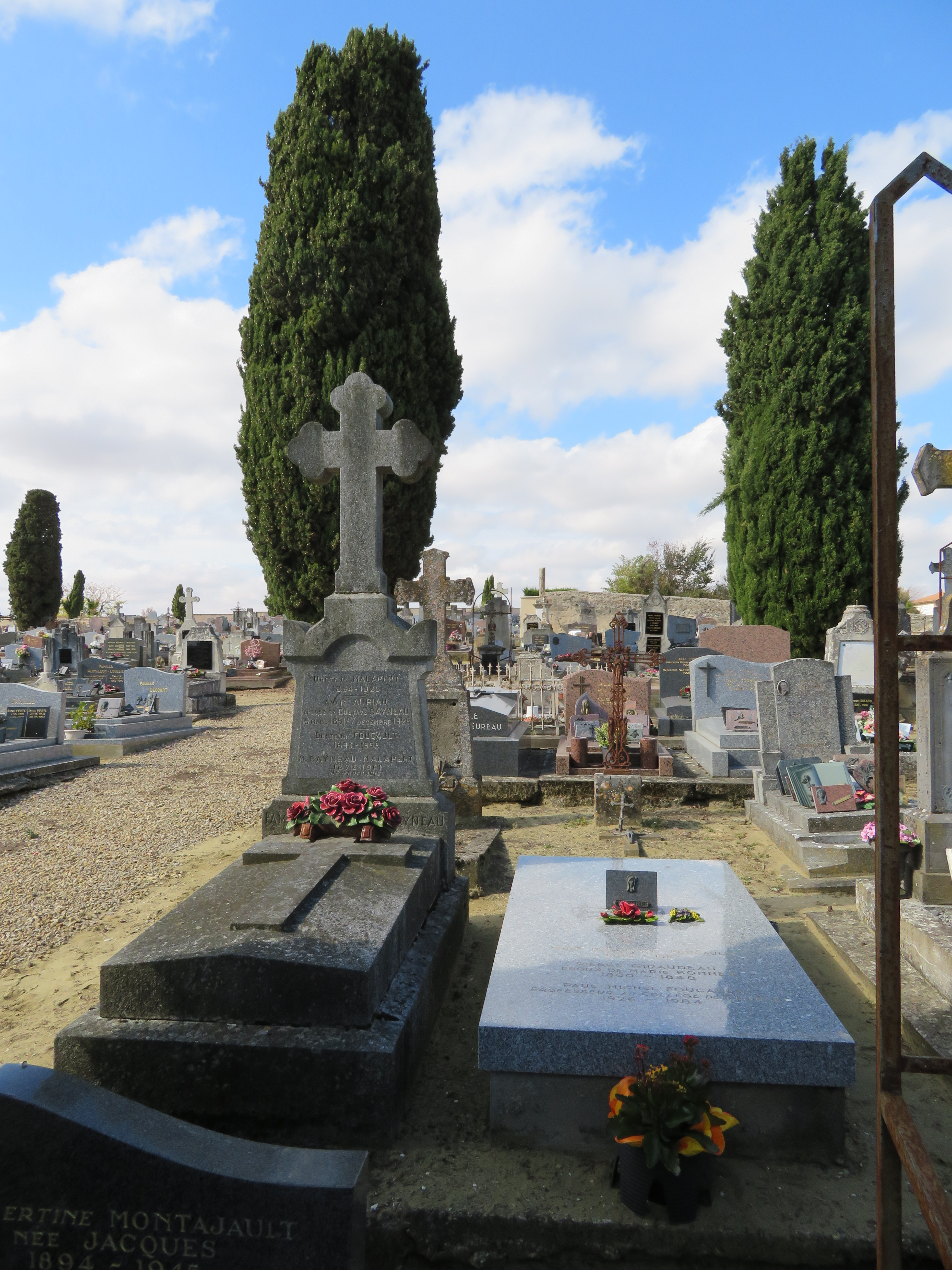
Tumbas de Michel Foucault, su madre y su padre en Vendeuvre du Poitou

En los últimos años del filósofo, los intérpretes de su obra intentaron ocuparse de los problemas presentados por el hecho de que el último Foucault parecía en conflicto con su trabajo anterior. Cuando se le planteó esta cuestión durante una entrevista en 1982, Foucault señaló: «Cuando la gente dice, 'Bueno, usted pensaba esto hace unos años y ahora dice otra cosa,' mi respuesta es… [risas] 'Bueno, ¿crees que he trabajado duro todos estos años para decir lo mismo y no haber cambiado?'». Se negó a identificarse a sí mismo como un filósofo, historiador, estructuralista o marxista, afirmando que «el principal interés en la vida y el trabajo es llegar a ser alguien más de lo que eras al principio». En un sentido similar, prefirió no declarar que estaba presentando un bloque coherente y atemporal del conocimiento; más bien deseaba que sus libros «fueran una especie de caja de herramientas donde otros pueden rebuscar para encontrar una herramienta que puedan utilizar como quieran en su propia área … No escribo para un auditorio, escribo para usuarios, no lectores».
En 1980 Foucault encabezó un comité de solidaridad a favor de Roger Knobelspiess, un reo que había sido condenado por robo en 1972. El filósofo logró su liberación, pero en 1983 Knobelspiess reincidió, esta vez por el delito de robo a mano armada. El descrédito de Foucault llevó a que sus críticos dijeran que merecía el premio Knobel, por alusión al premio sueco. Este episodio se halla documentado en Las vidas de Michel Foucault del historiador David Macey.
Foucault murió en París el 25 de junio de 1984 debido a complicaciones de salud causadas por el SIDA. Fue la primera personalidad destacada de Francia a la que se le diagnosticó esa enfermedad. En ese momento aún se sabía poco sobre la enfermedad y sus rivales filosóficos en ocasiones atacaron sus actividades sexuales como una expresión de sus opiniones. En el artículo de portada de Le Monde que anunciaba su muerte, no hubo ninguna mención del SIDA, aunque se suponía que había muerto de una infección generalizada.
Antes de su muerte, Foucault destruyó parte de sus manuscritos, y en su testamento prohibió la publicación de lo que pudo haber pasado por alto. Su muerte fue descrita por su amigo cercano Hervé Guibert, en el libro À l'ami qui ne m'a pas sauvé la vie, bajo el nombre de «Muzil».

#### Ediciones póstumas
A pesar de su prohibición explícita de publicar sus ideas tras su muerte, distintas ediciones póstumas han salido a la luz. 
En 1994 Dichos y escritos compilaba algunos de sus textos, principalmente breves, que viera publicados el filósofo en vida, y en 1997 empezaron a publicarse sus cátedras impartidas en el Collège de France. Sin embargo, ninguno de estos casos era estrictamente un texto inédito. 
En 2018, con la aparición de la cuarta parte de Historia de la sexualidad cuyo título específico en español es Las confesiones de la carne, estaríamos ante el primer libro inédito de Foucault en el sentido más estricto. Poco antes de su muerte, el filósofo habría enviado el manuscrito a la editorial, la cual trabajó tres décadas antes de integrar la edición final. En este cuarto volumen, Foucault diserta sobre cómo se vivía el amor y el sexo durante los primeros años del cristianismo, derribando el mito de la supuesta vida puritana de éstos, en oposición a la libertad sexual pagana.

## Ideas
El filósofo Roger Scruton ha escrito que en las aportaciones de Foucault hay que diferenciar dos componentes esenciales: sus ideas relativistas, especialmente el relativismo sexual (cfr. también lo señalado por Roberto Dorantes), y su diagnóstico sobre las formas secretas de poder.
Es importante acuñar una noción de poder que no haga exclusiva referencia al gubernativo, sino que contenga la multiplicidad de poderes que se ejercen en la esfera social, los cuales se pueden definir como poder social. En La verdad y las formas jurídicas, Foucault es más claro que en otros textos en su definición del poder; habla del subpoder, de "una trama de poder microscópico, capilar", que no es el poder político ni los aparatos de Estado ni el de una clase privilegiada, sino el conjunto de pequeños poderes e instituciones situadas en un nivel más bajo. No existe un poder; en la sociedad se dan múltiples relaciones de autoridad situadas en distintos niveles, apoyándose mutuamente y manifestándose de manera sutil. Uno de los grandes problemas que se debe afrontar ante la idea de revolución es el modo en el que deberían modificarse las dinámicas entre las actuales relaciones de poder. El llamado de atención de Foucault va en sentido de analizarlas a niveles microscópicos.
Para el autor de La microfísica del poder, el análisis de este fenómeno solo se ha efectuado a partir de dos relaciones:
1. Contrato - opresión, de tipo jurídico, con fundamento en la legitimidad o ilegitimidad del poder.
2. Dominación - represión, presentada en términos de lucha - sumisión.

El problema del poder no se puede reducir al de la soberanía, ya que entre hombre y mujer, alumno y maestro y al interior de una familia existen relaciones de autoridad que no son proyección directa del poder soberano, sino más bien condicionantes que posibilitan el funcionamiento de ese poder, son el sustrato sobre el cual se afianza. "El hombre no es el representante del Estado para la mujer. Para que el Estado funcione como funciona es necesario que haya del hombre a la mujer o del adulto al niño relaciones de dominación bien específicas que tienen su configuración propia y su relativa autonomía".
El poder se construye y funciona a partir de otros poderes, de los efectos de éstos, independientes del proceso económico. Las relaciones de poder se encuentran estrechamente ligadas a las familiares, sexuales, productivas; íntimamente enlazadas y desempeñando un papel de condicionante y condicionado. En el análisis del fenómeno del poder no se debe partir del centro y descender, sino más bien realizar un análisis ascendente, a partir de los "mecanismos infinitesimales", que poseen su propia historia, técnica y táctica, y observar cómo estos procedimientos han sido colonizados, utilizados, transformados, doblegados por formas de dominación global y mecanismos más generales.
En Los intelectuales y el poder, Foucault argumenta que después de mayo de 1968, los intelectuales han descubierto que las masas no tienen necesidad de ellos para conocer —saben mucho más—, pero existe un sistema de dominación que obstaculiza, prohíbe, invalida ese discurso y el conocimiento. Poder que no solo se encuentra en las instancias superiores de censura sino en toda la sociedad. La idea de que los intelectuales son los agentes de la "conciencia" y del discurso forma parte de ese sistema de poder. El papel del intelectual no residiría en situarse adelante de las masas, sino en luchar en contra de las formas de poder allí, donde realiza su labor, en el terreno del "saber", de la "verdad", de la "conciencia", del "discurso"; el papel del intelectual consistiría así en elaborar el mapa y las acotaciones sobre el terreno donde se va a desarrollar la batalla, y no en decir cómo se llevaría a cabo.
En La microfísica del poder, indica que "el poder no es un fenómeno de dominación masiva y homogénea de un individuo sobre los otros, de un grupo sobre otros, de una clase sobre otras; el poder contemplado desde cerca no es algo dividido entre quienes lo poseen y los que no lo tienen y lo soportan. El poder tiene que ser analizado como algo que no funciona sino en cadena. No está nunca localizado aquí o allá, no está nunca en manos de algunos. El poder funciona, se ejercita a través de una organización reticular. Y en sus redes circulan los individuos quienes están siempre en situaciones de sufrir o ejercitar ese poder, no son nunca el blanco inerte o consistente del poder ni son siempre los elementos de conexión. El poder transita transversalmente, no está quieto en los individuos". Aunque este párrafo pudiera hacer pensar que Foucault disuelve, desintegra el principal tipo de poder, el estatal, o que no lo reconoce, en otro apartado habla del concepto de subpoder, de los pequeños poderes integrados a uno global. Reconoce al poder estatal como el más importante, pero su meta es tratar de elaborar una noción global que contenga tanto al estatal como aquellos poderes marginados y olvidados en el análisis.

## Obras

### Historia de la locura en la época clásica
Historia de la locura en la época clásica de 1961 fue determinante en su trayectoria, por la elección de su objeto (la sinrazón), por el lenguaje empleado (Georges Bataille y Blanchot como fondo), por las referencias literarias (de Diderot a Artaud), por su engranaje con el giro cartesiano (Descartes fue siempre la frontera nueva del pensamiento, según señaló hasta su muerte), por tratar el problema de la normalización desde el siglo XVII y XVIII, que es el prólogo a lo que sucederá en la Edad Contemporánea según irá exponiendo el resto de su obra hasta 1976. Como sucede con los autores clásicos, la bibliografía y los casos sobre los que trabajó están siendo revisados hoy, sobre todo a la luz de la publicación de sus Seminarios.

Después de haber estudiado filosofía, quería ver lo que era la locura: había estado lo suficientemente loco como para estudiar la razón, y era lo suficientemente razonable como para estudiar la locura.

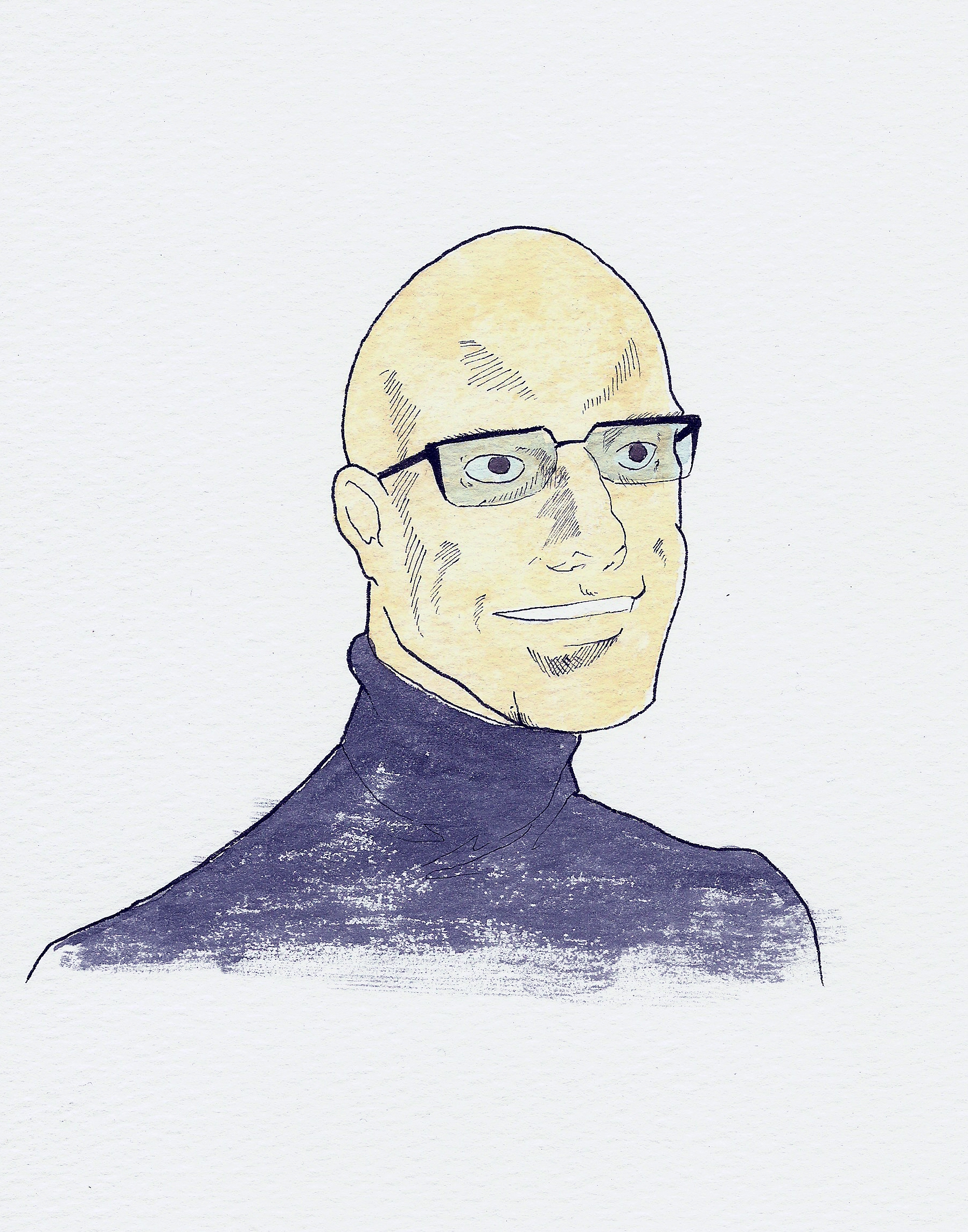
Retrato de Michel Foucault a tinta y acuarela en WikiArS.

### El nacimiento de la clínica
El nacimiento de la clínica, de 1963, fue su segundo trabajo importante. Foucault rastrea el desarrollo de la medicina, específicamente la institución de la clínica. El tema central es el de la observación o mirada atenta, hasta la consigna de abrir cadáveres, promovida en los años de las turbulencias revolucionarias.

### Las palabras y las cosas
Un trabajo capital, avanzado ya al leer su tesis, fue Las palabras y las cosas, de 1966. Se inicia con una discusión de Las Meninas de Diego Velázquez, y su complejo juego de miradas, ocultamientos y apariciones: quiere expresar la idea de 'representación'. De ahí desarrolla su argumento central: que todos los periodos de la historia poseen ciertas condiciones fundamentales de verdad que constituyen lo que es aceptable o no, como, por ejemplo, en una terna de ciencias humanas —lingüística, teoría de la moneda, historia natural—, y que tal vez podría repercutir en el discurso científico de cada uno de los momentos analizados: crisis hacia 1600 y crisis hacia 1800, que suponen una 'antropología' europea.
Argumenta que estas condiciones de discurso cambian a través del tiempo, mediante cambios relativamente repentinos, de una episteme a otra, según el término que él introduce. Es una profunda reflexión sobre el ser que habla en la historia y la posibilidad humana de conocimiento. Es una obra capital, dentro de su labor intelectual, y puso al autor en el primer plano de la historia del pensamiento.

### La arqueología del saber
La arqueología del saber, de 1969, representa su principal aventura en metodología. Lo escribió para lidiar con la percepción que se tenía de Las palabras y las cosas. Hace referencia a la filosofía analítica angloamericana, en particular a la teoría del acto discursivo. Dirige su análisis hacía el enunciado, la unidad básica del discurso que considera ignorada hasta ese momento. Los enunciados dependen de las condiciones en las que emergen y existen dentro del campo del discurso. No son proposiciones, ni declaraciones ni actos discursivos. En su análisis, considera los actos discursivos serios en cuanto a su análisis literal, en lugar de buscar algún significado más profundo. Es importante notar que de ninguna manera está tratando de desplazar o invalidar otras formas de analizar el discurso.
A partir de este trabajo, así como otros posteriores en que elabora y diversifica sus metodologías de análisis del discurso —por ejemplo, tendiendo hacia nuevos paradigmas como el de la genealogía—, nace una de las principales ramas del análisis del discurso que es el Análisis del Discurso Foucauldiano (Foucauldian Discourse Analysis). La metodología del FDA (por sus siglas en inglés) se ha enriquecido a lo largo de los años con contribuciones de autores como Jacques Derrida y otros pertenecientes a la corriente de la teoría crítica. Se enfoca específicamente en desgranar las formas en que lenguaje y poder se interpenetran, y en cómo dicha dependencia sobre el lenguaje es crucial para entender las relaciones de poder de un contexto determinado porque determina la legitimidad de órdenes específicos de autoridad.
Estudios que se basan en la metodología del FDA generalmente se interesan por cómo el discurso público de figuras o instituciones de poder usan el lenguaje para expresar su dominación y reclamar obediencia y respeto. Por extensión, también ha sido usado frecuentemente para estudiar cómo el lenguaje es usado como forma de resistencia ante dichas instancias de poder. También ha sido utilizado, por ejemplo, para denunciar cómo otras metodologías más tradicionales del análisis del discurso son incapaces de captar las implicaciones políticas del discurso, o para mostrar cómo académicos y activistas pueden en ciertos casos reproducir inconscientemente los mismos discursos que pretenden combatir o superar.

### Vigilar y castigar
Vigilar y castigar, de 1975, empieza con una descripción muy gráfica de la ejecución pública del regicida Damiens en 1757. Contra esta, Foucault expone una prisión gris, 80 años después y busca entender cómo pudo ocurrir tal cambio en la forma de castigar a los convictos en un período tan corto. Estas dos formas de castigo tan contrastantes son dos ejemplos de lo que llama "tecnologías de castigo". La primera, la tecnología de castigo 'monárquica', consiste en la represión de la población mediante ejecuciones públicas y tortura. La segunda, el "castigo disciplinario", según dice, es la forma de castigo practicada hoy día; este castigo le da a los "profesionales" (psicólogos, facilitadores, guardias, etc.) poder sobre el prisionero: la duración de la estancia depende de la opinión de los profesionales. Este surge a partir de la reforma y reorganización del sistema de justicia y con ello el concepto de la penalidad, el autor desarrolla los principios fundamentales de la ley penal a partir de la redacción del primer y segundo código penal francés. El primer principio, es que el concepto de ley penal dejará de tener relación con la religión y la moral, y será esta quien explícitamente indique qué conductas son consideradas crimen o infracción y cuál será la pena aplicable al hecho. El segundo principio es que la ley represente lo que es útil para la sociedad, y no transcribir la ley natural o moral. El tercer principio, es que la ley defina claramente qué es considerado crimen, y este será todo aquello que damnifique, incomode, perturbe el orden o falte al pacto social. La ley penal tiene como fin la reparación del daño y en caso de no ser posible evitar que otro individuo cometa el mismo crimen.
Foucault compara la sociedad moderna con el diseño de prisiones llamadas panópticos de Bentham (nunca construidas pero tomadas en cuenta): allí, un solo guardia puede vigilar a muchos prisioneros mientras el guardia no puede ser visto. El oscuro calabozo de la pre-modernidad ha sido reemplazado por la moderna prisión brillante, pero Foucault advierte que "la visibilidad es una trampa". A través de esta óptica de vigilancia, dice, la sociedad moderna ejercita sus sistemas de control de poder y conocimiento (términos que considera tan íntimamente ligados que con frecuencia habla del concepto "poder-conocimiento"). Foucault sugiere que en todos los planos de la sociedad moderna existe un tipo de 'prisión continua', desde las cárceles de máxima seguridad, trabajadores sociales, la policía, los maestros, hasta nuestro trabajo diario y vida cotidiana. Todo está conectado mediante la vigilancia (deliberada o no) de unos seres humanos por otros, en busca de una 'normalización' generalizada.

### Historia de la sexualidad
Hasta su muerte se publicaron tres volúmenes de la Historia de la sexualidad. El primero, La voluntad de saber, de 1976, se sitúa en los dos siglos XVIII y XIX; trata del funcionamiento de la sexualidad en relación con la emergencia del bio-poder, el "control total sobre los cuerpos vivos", es decir, todas las políticas económicas, geográficas y demográficas que establece el poder para el control social. El poder se encuentra difuso, fragmentado, deslocalizado, es ubicuo, e impregna todas las relaciones sociales. Ataca las "hipótesis represivas", la creencia común de que hemos "reprimido" nuestros impulsos sexuales desde el siglo XVII. Y propone una visión de la sexualidad como "promovida" a través de la construcción discursiva del sexo. Sin embargo, ésta supuesta libertad sexual se enfrenta continuamente al "control sobre los cuerpos vivos", y el derecho de espada, la muerte, típica de sociedades disciplinarias, ha cedido el paso a la "interiorización de la norma", mecanismos más acordes con las sociedades de control en las que vivimos. Por tanto, el autor concibe el discurso sexual y la libertad sexual "lograda" en las últimas décadas (o sencillamente deseada por aquellos que defienden la libertad) como un dispositivo falso, que pretende distraer de lo que debe ser verdaderamente objeto de lucha en nuestra sociedad: el control sobre nuestros propios cuerpos, sobre nuestros deseos y pasiones.
Su cambio de perspectiva se refleja en El uso de los placeres y La inquietud de sí (1984); ambos abordaban el uso del cuerpo en un sentido muy amplio (económico, dietético, sexual) en la Antigüedad griega y en la Roma imperial. Un cuarto volumen, sobre el inicio de la era cristiana y su moral ascética, estaba casi concluido a su muerte, pero como no se adecuaba del todo al lenguaje de los dos anteriores, Foucault no permitió publicarlo. Pudo consultarse en los Archivos Foucault. Desde febrero de 2018 está impreso ya por Gallimard: Histoire de la sexualité, 4. Les aveux de la chair.

### La hermenéutica del sujeto
La hermenéutica del sujeto es un libro creado con las cátedras del filósofo francés que impartió en el Collège de France entre 1981 y 1982, con el nombre de "Historia de los sistemas de pensamiento". Ahora bien, la investigación de Foucault no es menor, ya que se propuso modificar uno de los paradigmas más antiguos y conocidos de la filosofía griega, el gnothi seauton (“conócete a ti mismo), es decir, quiere cambiar, ni más ni menos, el epítome, una de las columnas que han sostenido la historia del pensamiento por más de dos mil años.
Su investigación descansa en la idea de que el “conócete a ti mismo” ha sido estudiada y asimilada de forma incompleta. Para él, Sócrates no solo se esforzó y luchó para que los jóvenes buscaran ese autoconocimiento, sino que también procuro una noción diferente, la de epimeleia heautou, la “inquietud de sí mismo”, o también traducido como el ocuparse de sí mismo, es más, piensa que la inquietud de sí es el fundamento, el marco a partir del cual se justifica el imperativo de “conócete a ti mismo” para los griegos, los epicúreos, estoicos y los cínicos. 
Para el filósofo francés la noción de epimeleia heautou define una manera de ser, una actitud, formas de reflexión, una práctica extremadamente importante que trasciende la historia misma de la subjetividad, que va de desde el siglo V antes de Cristo hasta el siglo V después de Jesús. Una evolución milenaria que permeó hasta el cristianismo. Sin embargo, Foucault cree que el precepto de la inquietud fue olvidado, debido al “momento cartesiano”, que recalificó los conceptos y descalificó el epimeleia heautou. En las Meditaciones, dice el filósofo francés, se modifica la idea de autoconocimiento, ya que la prueba de la existencia propia del sujeto para el acceso al ser daba una prueba de indubitabilidad de la existencia.
Ahora bien, para justificar la hipótesis de su investigación, es decir la relevancia de la epimeleia heautou para los antiguos, Michel Foucault utiliza diversos diálogos platónicos, pero principalmente el polémico Alcibíades. En él, Foucault encuentra lo necesario para probar que Sócrates/Platón buscó a sus interrogados procurarles la inquietud de sí. De esta forma, afirma que el precepto délfico gnothi seauton y el de epimeleia heautou tienen un entrelazamiento dinámico, una atracción recíproca.

## Críticas

### Cripto-normatividad
Una crítica prominente del pensamiento de Foucault se refiere a su negativa a proponer soluciones positivas a las cuestiones sociales y políticas que él critica. Puesto que ninguna relación humana carece de poder, la libertad se vuelve esquiva, incluso como un ideal. Esta postura que critica la normatividad como socialmente construida y contingente, pero que se basa en una norma implícita para montar la crítica, llevó al filósofo Jürgen Habermas a describir el pensamiento de Foucault como "cripto-normativista", dependiendo subrepticiamente de los mismos principios de la Ilustración que intenta argumentar en contra. Una crítica similar ha sido presentada por Diana Taylor y por Nancy Fraser, quien sostiene que "la crítica de Foucault abarca los sistemas morales tradicionales, se niega a recurrir a conceptos tales como 'libertad' y 'justicia' y por lo tanto carece de la capacidad de generar alternativas positivas". Del mismo modo, la estudiosa Nancy Pearcey señala la postura paradójica de Foucault: "Cuando alguien afirma que es imposible alcanzar la objetividad, ¿es una afirmación objetiva?" La teoría socava sus propias afirmaciones.

### Genealogía como método histórico
El filósofo Richard Rorty ha argumentado que la "arqueología del conocimiento" de Foucault es fundamentalmente negativa y, por lo tanto, no establece adecuadamente ninguna "nueva" teoría del conocimiento per se. Por el contrario, Foucault simplemente proporciona unas pocas valiosas máximas con respecto a la lectura de la historia. Rorty escribe:
Por lo que puedo ver, todo lo que tiene que ofrecer son redescripciones brillantes del pasado, complementadas con consejos útiles sobre cómo evitar ser atrapado por viejos supuestos historiográficos. Estos consejos consisten en decir: "no busquen el progreso ni el significado en la historia, no vean la historia de una actividad determinada, de ningún segmento de la cultura, como desarrollo de la racionalidad o de la libertad, no usen vocabulario filosófico para caracterizar la esencia de tal actividad o la meta a la que sirve, no asumir que la forma en que esta actividad se lleva a cabo actualmente da alguna pista de las metas que sirvió en el pasado.
Foucault ha sido frecuentemente criticado por los historiadores por lo que consideran una falta de rigor en sus análisis. Por ejemplo, Hans-Ulrich Wehler criticó duramente a Foucault en 1998. Wehler considera a Foucault como un mal filósofo que injustamente recibió una buena respuesta por las humanidades y por las ciencias sociales. Según Wehler, las obras de Foucault no solo son insuficientes en sus aspectos históricos empíricos, sino también a menudo contradictorias y carentes de claridad. Por ejemplo, el concepto de Foucault de poder es "desesperadamente indiferenciado", y la tesis de Foucault de una "sociedad disciplinaria" es, según Wehler, solo posible porque Foucault no diferencia adecuadamente entre autoridad, fuerza, poder, violencia y legitimidad. Además, su tesis se basa en una elección unilateral de fuentes (prisiones e instituciones psiquiátricas) y descuida otros tipos de organizaciones. Además, Wehler critica el "francocentrismo" de Foucault porque no tomó en consideración a los grandes teóricos germanófonos de las ciencias sociales como Max Weber y Norbert Elias. En suma, Wehler concluye que Foucault es "debido a la serie interminable de defectos en sus así llamados estudios empíricos ... un seductor intelectualmente deshonesto, empíricamente absolutamente no confiable, cripto-normativista del posmodernismo".

### Crítica feminista
Aunque las feministas americanas han construido sobre las críticas de Foucault a la construcción histórica de los roles de género y la sexualidad, algunas feministas lo han acusado de androcentrismo, adoptando exclusivamente las perspectivas masculinas sobre la subjetividad y la ética.
Para Silvia Federici, el análisis de Foucault «ignora el proceso de reproducción, funde las historias femenina y masculina en un todo indiferenciado y se desinteresa por el "disciplinamiento" de las mujeres». Según Federici, en este olvido llega a dejar de lado «uno de los ataques más monstruosos contra el cuerpo que haya sido perpetrado en la era moderna: la caza de brujas».

### Teoría Queer
La aproximación de Foucault a la sexualidad, en la que él entiende las sexualidades como conceptos socialmente construidos que se atribuyen a los cuerpos, ha llegado a ser ampliamente influyente por ejemplo a través del trabajo de las teóricas queer Judith Butler y Eve Kosofsky Sedgwick. Sin embargo, la resistencia de Foucault a la política de identidad y el rechazo de la elección de objetos sexuales como fundamento fijo para el comportamiento sexual, se opone a algunas formulaciones de identidad queer o gay.
Históricamente el término queer ha encerrado un significado peyorativo y anatemizador. Hace referencias a culpas secretas y perversidades. En inglés, queer significa extraño, como se ha dicho, raro o curioso, invertido, tarado, desviado. se usaba para referirse a “anormales” porque, en el sentido foucaultiano del término, formaban parte de la anomalía social. En este sentido, la palabra queer fue utilizada como una etiqueta para denotar una sexualidad entendida como patológica, pecaminosa o criminal.
La propuesta queer surge como un proceso de cuestionamiento de la sexualidad dominante que se amparaba en categorías binarias, mutuamente excluyentes, tales como, hombre/mujer, heterosexual/homosexual, entre otros, que, a nivel conceptual, se configura mediante la lectura de Foucault.
Pues, el término queer, designa teorías interpretativas de la sexualidad diversa y sus prácticas, una crítica de la cultura y sus manifestaciones, pero, también, el término sirve para designar un tipo de movimiento social.

### Construccionismo social y naturaleza humana
Foucault es a veces criticado por su destacada formulación de los principios del construccionismo social, que algunos ven como una afrenta al concepto de verdad. En el debate televisado de Foucault en 1971 con Noam Chomsky, Foucault argumentó contra la posibilidad de cualquier naturaleza humana fija, como postulado por el concepto de Chomsky de las facultades humanas innatas. Chomsky argumentó que los conceptos de justicia estaban arraigados en la razón humana, mientras que Foucault rechazaba la base universal para un concepto de justicia. Tras el debate, Chomsky se vio afectado por el rechazo total de Foucault a la posibilidad de una moralidad universal, afirmando: "Me parecía completamente amoral, nunca había conocido a alguien que fuera tan amoral [...] Quiero decir, me agradó personalmente, es sólo que no podía entenderlo. Es como si fuera de una especie diferente, o algo así ".

### Educación y autoridad
El escritor peruano Mario Vargas Llosa, aunque reconoce que Foucault contribuyó a dar un derecho de ciudadanía en la vida cultural a ciertas experiencias marginales y excéntricas (de sexualidad, de represión cultural, de locura), afirma que su crítica radical de la autoridad era perjudicial para la educación. El desarrollo de Foucault de la noción de observación y su poder de cambiar el comportamiento de los individuos como un tipo sutil de autoridad influye en muchos campos de la educación.
En el pensamiento de Foucault, hay una transposición de la idea de un sujeto constituyente y universal por la de uno constituido en un espacio y tiempo concretos. Lejos de portar una esencia, de resistir a los cambios del tiempo, el sujeto es resultado de un conjunto de prácticas que intervienen en él, lo atraviesan y en definitiva lo constituyen. El sujeto es, por ello, producto histórico. En los escritos de Foucault se encuentran estudios del régimen tecnológico que tuvo sus orígenes en los siglos XVII y XVIII y que perdura hasta el siglo XX. Tal régimen tecnológico, resultado de una conjunción saber-poder determinada, es lo que este pensador denomina disciplina. La disciplina es tecnología que genera individuos, haciendo de ellos su objeto e instrumento de ejercicio del poder.
Al ser la disciplina tecnología, cuyo blanco de poder es el individuo, su horizonte discursivo se encontrará en las ciencias humanas. En el campo de la educación, la pedagogía será aquella productora de un saber-poder en lo referente al sujeto. Al respecto, Jorge Larrosa señala “la ocultación de la pedagogía misma como una operación constitutiva, en rigor, productora de personas”, denunciando la pretensión de la pedagogía como “mera mediadora” para el desarrollo de los sujetos.
El pedágogo Tomaz Tadeu Da Silva señala “El sujeto moderno es, tal vez, la mayor víctima de las contestaciones, y es aquí, probablemente, en donde el proyecto educacional moderno sufre su mayor conmoción. Al final, la posibilidad de la educación y de la pedagogía reposa precisamente en el presupuesto de la existencia de un sujeto unitario, y está centrado en la finalidad de la educación, entendida como la construcción de su “autonomía”, “independencia”, y “emancipación”."

## Libros
- Maladie mentale et personnalité (1954; reed. en 1962) / Enfermedad mental y personalidad, Paidós, 2010.
- Folie et déraison. Histoire de la folie à l'âge classique / Historia de la locura en la época clásica (1961).
- Raymond Roussel (1963) / Edición en español, Siglo XXI, 1973.
- Naissance de la clinique. Une archéologie du regard médical (1963) / El nacimiento de la clínica. Una arqueología de la mirada médica
- Les mots et les choses. Une archéologie des sciences humaines (1966) / Las palabras y las cosas: una arqueología de las ciencias humanas.
- La pensée du dehors (1966) / El pensamiento del afuera, ensayo breve.
- L'Archéologie du savoir (1969) / La arqueología del saber.
- Sept propos sur le septième ange (1970) / Siete sentencias sobre el séptimo ángel, Arena Libros, 1999.
- L'ordre du discours (1970) /El orden del discurso, discurso inaugural en el Collège de France.
- «Nietzsche, la généalogie, l'histoire» (or. en Hommage à Jean Hyppolite, París, P.U.F., 1971, pp. 145-172) / Nietzsche, la genealogía, la historia, Valencia, Pre-Textos, 1988, 2000 {ISBN 84-85081-97-8}.
- Ceci n'est pas une pipe (1973) / Esto no es una pipa, Anagrama, 2004.
- Surveiller et punir (1975) / Vigilar y castigar, siglo XXI y B. Nueva, 2012.
- Microfísica del poder (1980).[84]
- Histoire de la sexualité, 1. La volonté de savoir (1976) / Historia de la sexualidad, 1: La voluntad de saber, Siglo XXI, 2005.
- Histoire de la sexualité, 2. L'usage des plaisirs (1984) / Historia de la sexualidad, 2: El uso de los placeres, Siglo XXI, 2005.
- Histoire de la sexualité, 3. Le souci de soi (1984) / Historia de la sexualidad, 3: La inquietud de sí, Siglo XXI, 2005.
- Histoire de la sexualité, 4. Les aveux de la chair (2018) / Historia de la sexualidad, 4: Las confesiones de la carne, Siglo XXI, 2018.
- La peinture de Manet (1989), / La pintura de Manet Alpha Decay, Barcelona, 2004.
- Dits et écrits (1994), 4 vols., recopilación de todos sus artículos y entrevistas. / (Hay una edición de Gallimard en 2 volúmenes publicada en 2013)

- Cours au Collège de France (1997-2015[85]), 13 vols., por Gallimard-Le Seuil. Son:
  - Leçons sur la volonté de savoir, 2011 / Lecciones sobre la voluntad de saber (tr. Akal, 2013)
  - Théories et institutions pénales, 2015 / Teorías e instituciones penales (FCE, 2021)
  - La société punitive, 2013 / La sociedad punitiva (FCE, 2016)
  - Le pouvoir psychiatrique, 2003 / El poder psiquiátrico (tr. Akal, 2005)
  - Les anormaux, 1999 / Los anormales (Akal, 2001)
  - «Il faut défendre la société», 1997 / Traducido alternativamente como Hay que defender la sociedad, Defender la sociedad o también Genealogía del racismo (Akal, 2003)
  - Sécurité, territoire, population, 2004 / Seguridad, territorio, población (Akal, 2008)
  - Naissance de la biopolitique, 2004 / Nacimiento de la biopolítica (Akal, 2009)
  - Du gouvernement des vivants, 2012 / Del gobierno de los vivos (FCE, 2014)
  - Subjectivité et vérité, 2014 / Subjetividad y verdad (FCE, 2020)
  - L'Herméneutique du sujet, 2001 / La hermenéutica del sujeto (Akal, 2005 / FCE, 2002)
  - Le gouvernement de soi et des autres, 2008 / El gobierno de sí y de los otros (Akal, 2011)
  - Le courage de la vérité. Le Gouvernement de soi et des autres, II, 2009. / El coraje de la verdad. El gobierno de sí y de los otros II (FCE, 2010)

- Génèse et structure de la Anthopologie de Kant, 2008 / Una lectura de Kant, Siglo XXI, 2010
- Le beau danger, 2011 / Un peligro que seduce, cuatro.ediciones, 2012
- La grande étrangère. À propos de littérature, 2013.
- Moi, Pierre Rivière ayant érgoré ma mère, ma soeur et mon frère..., 1973 / Yo, Pierre Rivière, habiendo degollado a mi madre, a mi hermana y a mi hermano... (Tusquets, 2014).
- Mal faire, dire vrai (1981), 2012 / Obrar mal, decir la verdad, Siglo XXI, 2014
- Œuvres, París, La Pléiade, 2015, dos tomos.[86]
- Histoire de la sexualité, 4. Les aveux de la chair (2018) / Historia de la Sexualidad 4. Las confesiones de la carne (Siglo XXI, 2019). {ISBN 978-2-07-270034-7}.[87]
- La sexualidad. Seguido de El discurso de la sexualidad. Cursos en Clermont-Ferrand (1964) y Vincennes (1969) (Siglo XXI, 2021)